# Daily Monitor
Le Daily Monitor est l'un des trois journaux quotidiens ougandais à diffusion nationale (avec New Vision et Red Pepper). Fondé en 1992, indépendant du pouvoir politique, il est depuis 2000 la propriété du Nation Media Group.

## Historique
The Monitor — son nom d'alors — est fondé en 1992 à Kampala par d'anciens journalistes du Weekly Topic. Ce dernier a été créé en 1979 par trois hommes politiques (Kintu Musoke, Ali Kirunda Kivejinja et Jaberi Bidandi-Ssali) qui rejoignent en 1980 le Mouvement patriotique ougandais, ancêtre du Mouvement de résistance nationale, lequel arrive au pouvoir en 1986, les trois hommes prenant alors part au gouvernement ; sujets aux pressions des fondateurs du journal, six journalistes démissionnent en 1992,,. The Monitor voit le jour alors que le seul quotidien pérenne diffusé nationalement, New Vision, adopte la ligne du gouvernement et tandis que la liberté politique est restreinte dans le pays. Il devient dès son second numéro — la périodicité est alors hebdomadaire — le principal journal indépendant du gouvernement et se fait le relai des voix d'opposition.
Le titre inclut dès 1994 une édition publiée sur Internet. En 1995, le journal paraît trois fois par semaine ; il adopte une parution quotidienne en 1996. À cette période, sa diffusion est d'environ 25 000 exemplaires par numéro en moyenne.
En 2000, le groupe de presse Nation Media Group (NMG) acquiert la majorité des parts de Monitor Publications Ltd, l'éditeur de The Monitor,.
The Monitor prend le titre Daily Monitor en juin 2005.
D'après des données partielles pour l'année 2011 publiées par l'Audit Bureau of Circulation (ABC), la diffusion quotidienne du Daily Monitor était d'environ 24 000 exemplaires, derrière son concurrent New Vision (32 000 exemplaires).

## Pressions et censures gouvernementales
La ligne éditoriale indépendante de The Monitor déplaît au gouvernement ougandais. En 1993, celui-ci, ainsi que toutes les agences étatiques, cessent d'acheter des encarts publicitaires dans le périodique, causant une baisse d'environ 70 % de ses revenus ; l'État lève ce boycott en 1998,.
Le soir du 29 octobre 1998, un journaliste de The Monitor, Kevin Aliro, est violemment agressé par six hommes non-identifiés sur le chemin de son domicile ; l'agression a lieu deux jours après qu'il a publié un article sur le retour de la pratique de la torture par certains services de l'État,,.
Le 13 mai 1999, trois journalistes (le directeur Wafula Ogutu, le rédacteur en chef adjoint Charles Onyango-Obbo et M. Balikowasont) sont arrêtés par la police puis poursuivis en justice par l'État pour « publication de fausses informations » et « sédition » après la publication deux jours auparavant de la photo d'une femme nue douchée de force par un homme vêtu d'un uniforme ; ils sont finalement relaxés en mars 2001,.
Le 11 octobre 2002, les forces de sécurité gouvernementales investissent le siège du journal, confisquent son matériel et le gouvernement interdit sa publication après la parution d'un article rapportant le crash d'un hélicoptère de l'armée à la suite d'une escarmouche avec l'Armée de résistance du Seigneur (que l'armée combat avec difficulté depuis plusieurs années) ; ils souhaitent obtenir la source de l'auteur de l'article, Frank Nyakairu (arrêté le lendemain et détenu jusqu'au 17 octobre), et contestent la véracité de l'information,. Frank Nyakairu, le rédacteur en chef Charles Onyango-Obbo et le news editor adjoint Wanyama Wangah sont poursuivis en justice par l'État. Le journal ne paraît de nouveau que le 18 octobre.
En novembre 2005, les locaux du quotidien (qui accueillent également la station de radio 93.3 KFM, propriété de NMG) sont de nouveau investis par la police, qui accuse le journal d'être responsable de la pose d'affiches, dans les rues de Kampala, du Forum pour le changement démocratique (appelant au soutien de l'homme politique Kizza Besigye, arrêté par le pouvoir en place), au motif que le journal a publié une annonce similaire dans l'édition du jour.
Durant la deuxième moitié des années 2000, plusieurs journalistes du Daily Monitor (officiant parfois aussi sur 93.3 KFM) sont visés par des pressions, convocations et poursuites judiciaires à répétition, dénoncées par les organisations œuvrant pour la liberté de la presse telles que le Comité pour la protection des journalistes, Reporters sans frontières et Human Rights Watch,,, ; cette dernière ONG relève que si d'autres journalistes sont également ciblés, le Daily Monitor est le principal titre de presse visé.
Le 20 mai 2013, les locaux du Daily Monitor sont fouillés par des policiers armés de kalachnikov et sa parution est interdite, de même que la diffusion des radios 93.3 KFM et Ddembe FM situées dans le même bâtiment (celui du groupe Monitor Publications Ltd) ; le tabloïd Red Pepper — indépendant du Daily Monitor — est également visé par ces mesures. Du matériel est confisqué et les journalistes sont maintenus de force dans les locaux ; une foule s'attroupe devant les locaux du groupe de presse, les forces de police la dispersent à l'aide de gaz lacrymogène. Cette intervention policière fait suite à la publication par les deux médias d'une note du général David Sejusa (en) accusant le président Yoweri Museveni de fomenter un complot visant à installer son fils Muhoozi Kainerugaba à sa succession et à éliminer certaines personnalités qui seraient défavorables à cette manœuvre, dont le général lui-même.
La police conserve le contrôle du siège des deux journaux, qu'elle perquisitionne à la recherche de la fameuse note du général, durant onze jours. Le 23 mai, cinq militants des droits humains sont brièvement arrêtés pour « rassemblement illégal » tandis que le 28 mai, une centaine de journalistes manifestant devant les locaux des deux titres sont dispersés par la police. Le 30 mai 2017, des négociations entre le groupe Monitor Publications Ltd et l'État permettent la réouverture des deux médias, en contrepartie de certaines restrictions de leur liberté éditoriale. L'ensemble des faits est vivement critiqué par les organisations non-gouvernementales de défense de la liberté de la presse,.